# Ron Hagerthy
Ron Hagerthy (Dakota do Sul, 9 de março de 1932) é um ator estadunidense. Ele é mais conhecido por The Lineup (1954), Tombstone Territory (1957) e A Família Buscapé (1962).

## Carreira
Aos 19 anos Hagerthy foi contratado pela Warner Bros., para o papel de Dick Cvetic no filme de 1951, Fui Comunista para o F.B.I.  , Hagerthy também apareceu em pequenos papéis em outros dois filmes da Warner naquele ano, como Minto em Quando Passar a Tormenta e como cabo Rick Williams, em Estrelas em Desfile ao lado de Janice Rule.